# 真夏的灰姑娘
《真夏的灰姑娘》是2023年7月10日至9月18日於富士電視台的月九時段播出的電視劇，由森七菜和間宮祥太朗雙主演。
臺灣由friDay影音於2023年7月11日起獨家跟播。

## 登場人物

### 主要人物
- 蒼井夏海：森七菜[1]（粵語配音：楊樂瑤）

SUP指導員。
- 水島健人：間宮祥太朗[1]（粵語配音：簡懷甄）

畢業於一流大學在大型建築公司就職。
- 牧野匠：神尾楓珠[1]（粵語配音：譚禹晋）

在當地海邊鎮上工作的木匠。夏海的青梅竹馬。
- 瀧川愛梨：吉川愛[1]（粵語配音：成樂怡）

在江之島擔任美髮師助理。
- 佐佐木修：萩原利久[1]（粵語配音：潘昀雋）

臨床實習醫生。健人的朋友。
- 山內守：白濱亞嵐[1]（粵語配音：黃尉斯）

開朗的氣氛調節者。司法考試重考生。
- 小椋理沙：仁村紗和[1]（粵語配音：羅婉楓）

單親媽媽。獨自養育於18歲時生下的兒子。乾洗店店員，
- 早川宗佑：水上恒司[1]（粵語配音：郭湛深）

救生員，醫生。對在海邊救下的女性一見鍾情。

### 蒼井家
- 蒼井亮：山口智充[2]（粵語配音：李家傑）

夏海的父親。經營SUP學校兼餐廳「Kohola」。
- 蒼井海斗：大西利空[2]

夏海的弟弟。「Kohola」的員工。

### 小椋家
- 村田翔平：森崎溫[3]

理沙的前夫。
- 小椋春樹：石塚陸翔（粵語配音：王綺婷）

理沙和翔平的兒子。

### 其他人物
- 長谷川佳奈：櫻井由紀（友情演出）[3]（粵語配音：王綺婷）

曾是高中老師，也曾是夏海與匠的班導。
- 水島創一：小市慢太郎（粵語配音：郭湛深）

健人的父親。水島建設的社長。
- 水島恭子：片岡禮子

健人的母親
- 佐藤秋香：平澤宏宏路（第5話）

海斗的女朋友。
- 茜：橫山惠（第7話）

7年前離開家的夏海和海斗的母親。
- 安藤皐月：山崎紘菜（第8話 - 最終話）

健人的同期同事。

## 製作團隊
- 編劇：市東沙耶加
- 配樂：末廣健一郎、MAYUKO
- 主題曲：綠黃色社會（Sony Music Labels）[4]
- 插曲：綠黃色社會（Sony Music Labels）[5]
- 導演：田中亮
- 製作人：中野利幸
- 製作、著作：富士電視台

## 播出日程
- 第1話加長30分鐘（21:00 - 22:24）。

| 集數                                                                      | 播出日期 | 日文標題 | 中文標題(Viu) | 收視率 |
| ------------------------------------------------------------------------- | -------- | -------- | ------------- | ------ |
| 第1話                                                                     | 7月10日  |          | 命運          | 6.9%   |
| 第2話                                                                     | 7月17日  |          | 慶典          | 5.4%   |
| 第3話                                                                     | 7月24日  |          | 槳板大賽      | 5.5%   |
| 第4話                                                                     | 7月31日  |          | 和好          | 5.4%   |
| 第5話                                                                     | 8月07日  |          | 大逆轉        | 5.2%   |
| 第6話                                                                     | 8月14日  |          | 表白          | 5.4%   |
| 第7話                                                                     | 8月21日  |          | 媽媽          | 5.8%   |
| 第8話                                                                     | 8月28日  |          | 心意          | 4.7%   |
| 第9話                                                                     | 9月04日  |          | 演唱會        | 5.7%   |
| 第10話                                                                    | 9月11日  |          | 父母          | 5.3%   |
| 最終話                                                                    | 9月18日  |          | 分手          | 6.3%   |
| 平均收視率 5.6%（收視率由Video Research調查關東地區、家戶的即時統計資料） |          |          |               |        |

## 外部連結
- 官方网站－富士電視台 （日語）
  - 真夏的灰姑娘的X（前Twitter）
  - 真夏的灰姑娘的Instagram帳戶
  - 真夏的灰姑娘的TikTok
  - 真夏的灰姑娘幕後花絮的X（前Twitter）

| 日本 富士電視台 週一晚間九點連續劇           | 日本 富士電視台 週一晚間九點連續劇                  | 日本 富士電視台 週一晚間九點連續劇 |
| -------------------------------------------- | --------------------------------------------------- | ---------------------------------- |
|                                              | 真夏的灰姑娘 （2023年7月10日－9月18日）             |                                    |
| 風間公親－教場0－ （2023年4月10日－6月19日） | ONE DAY～平安夜的騷動～ （2023年10月9日－12月18日） |                                    |

| 臺灣 緯來日本台 每週一至五 22:00 - 23:00  | 臺灣 緯來日本台 每週一至五 22:00 - 23:00   | 臺灣 緯來日本台 每週一至五 22:00 - 23:00 |
| ----------------------------------------- | ------------------------------------------ | ---------------------------------------- |
|                                           | 夏戀灰姑娘 （2023年9月8日－9月22日）       |                                          |
| 老菜鳥 （重播） （2023年8月25日－9月7日） | 跳槽的魔王大人 （2023年9月25日－10月12日） |                                          |